# Episodi di The Leftovers - Svaniti nel nulla (seconda stagione)
La seconda stagione della serie televisiva The Leftovers - Svaniti nel nulla, composta da 10 episodi, è stata trasmessa sul canale statunitense via cavo HBO dal 4 ottobre al 6 dicembre 2015.
In Italia, la stagione è andata in onda in prima visione in lingua italiana sul canale satellitare Sky Atlantic dal 27 ottobre al 15 dicembre 2015. È stata trasmessa in lingua originale sottotitolata in italiano dal 5 ottobre al 7 dicembre 2015, in simulcast con HBO.
A partire da questa stagione entrano nel cast principale Janel Moloney, Regina King, Kevin Carroll e Jovan Adepo. Scott Glenn compare come guest star.
| nº | Titolo originale          | Titolo italiano             | Prima TV USA     | Prima TV Italia  |
| -- | ------------------------- | --------------------------- | ---------------- | ---------------- |
| 1  | Axis Mundi                | L'asse del mondo            | 4 ottobre 2015   | 27 ottobre 2015  |
| 2  | A Matter of Geography     | Questione di geografia      | 11 ottobre 2015  | 27 ottobre 2015  |
| 3  | Off Ramp                  | Rivelazioni                 | 18 ottobre 2015  | 3 novembre 2015  |
| 4  | Orange Sticker            | Nessun miracolo a Miracle   | 25 ottobre 2015  | 3 novembre 2015  |
| 5  | No Room at the Inn        | Non c'è posto nella locanda | 1º novembre 2015 | 10 novembre 2015 |
| 6  | Lens                      | Fuggire o sparire           | 8 novembre 2015  | 17 novembre 2015 |
| 7  | A Most Powerful Adversary | Un avversario molto potente | 15 novembre 2015 | 24 novembre 2015 |
| 8  | International Assassin    | Assassino internazionale    | 22 novembre 2015 | 1º dicembre 2015 |
| 9  | Ten Thirteen              | Tredici ottobre             | 29 novembre 2015 | 8 dicembre 2015  |
| 10 | I Live Here Now           | Sulla via di casa           | 6 dicembre 2015  | 15 dicembre 2015 |

## L'asse del mondo
- Titolo originale: Axis Mundi
- Diretto da: Mimi Leder
- Scritto da: Damon Lindelof e Jacqueline Hoyt

### Trama
Antefatto: in un'epoca imprecisata, una donna incinta esce da una caverna di notte, mentre il suo gruppo dorme. Mentre è all'esterno, un terremoto fa crollare l'ingresso della caverna e la donna rimane sola. Iniziano anche le doglie e nasce una bambina; la donna se ne prende cura, ma mentre si sta procurando del cibo, la piccola viene attaccata da un serpente. La donna riesce a salvarla ma viene ferita mortalmente. Agonizzante, riesce ad attraversare un torrente e muore tra atroci sofferenze. La bambina viene tratta in salvo da un'altra donna.

Ai giorni nostri, alcune giovani ragazze stanno facendo il bagno sullo stesso fiume. Una di loro è Evie, figlia di John e Erika Murphy, sorella gemella del giovane religioso Michael. I Murphy abitano a Jarden (Texas), una cittadina che - caso unico ed inquietante - non ha avuto alcuna persona scomparsa durante il misterioso evento del 2011.
Per tale motivo, la cittadina è diventata luogo di culto, attrazione e speranza per molte persone disperate; qui si trasferiscono il reverendo Jamison e sua moglie, e qualche giorno dopo anche Kevin con la sua famiglia, proprio a fianco dei Murphy.
Dopo alcuni fatti misteriosi legati soprattutto ad animali (i Murphy assistono all'uccisione di una capra in un locale pubblico; Erika libera un uccellino chiuso in una scatola sotterrata nel bosco) le famiglie di John e Kevin fanno amicizia e cenano assieme (si apprende che John è stato in galera per sei anni per tentato omicidio). Dopo la cena, Evangeline esce con due amiche e nel cuor della notte un nuovo terremoto sveglia i Murphy; subito si accorgono che la figlia non è rientrata ed iniziano a cercarla.
John e Michael trovano l'auto abbandonata e le ragazze sparite, nei pressi del fiume misteriosamente prosciugato di colpo.
- Durata: 62 minuti
- Guest star: Jasmin Savoy Brown (Evangeline "Evie" Murphy), Darius McCrary (Isaac Rayney), Steven Williams (Virgil), Dominic Burgess (Dr. Goodheart), Mark Linn-Baker (Mark Linn-Baker).
- Ascolti USA: telespettatori 713 000[2]

## Questione di geografia
- Titolo originale: A Matter of Geography
- Diretto da: Mimi Leder
- Scritto da: Damon Lindelof e Tom Perrotta

### Trama
In alcuni flashback vengono narrati gli avvenimenti che hanno portato alla decisione di Kevin di trasferirsi da Mapleton a Jarden. Dopo aver ritrovato la neonata sconosciuta sulla porta di casa ed averla adottata con Nora, l'ex poliziotto decide di diseppellire il cadavere di Patti Levin e costituirsi alla polizia. Inaspettatamente, Kevin trova un'agente che lo rilascia senza problemi, ma inizia ad essere perseguitato dalla presenza di Patti. Nel frattempo a Nora vengono proposti 2,5 milioni di dollari per la sua casa, dove era scomparsa la sua intera famiglia; incuriosita dalla cifra spropositata, Nora viene a sapere dai compratori (degli scienziati del MIT) che si tratta di un luogo che studieranno, in quanto sembra che gli avvenimenti siano una "questione di geografia" e pochi metri, all'interno della casa, abbiano fatto la differenza tra chi è sparito e chi è rimasto. Con il denaro inaspettato, l'intera famiglia decide di affittare una casa per 6 mesi nella cittadina "miracolata", dove già si trova il reverendo Matt, fratello di Nora. Giunti sul posto, scoprono che l'abitazione è distrutta e Nora, agendo d'impulso, partecipa ad un'asta in cui compra, per la cifra di 3 milioni, la casa in vendita, senza neanche averla vista prima. L'abitazione è fatiscente e Kevin è sempre più nervoso. Dopo la visita ai nuovi vicini, i Murphy, Kevin e Nora vanno a letto; d'improvviso, l'uomo si sveglia nel letto prosciugato del fiume (dove sono sparite Evie e le amiche) con un mattone legato al piede.
Rivivendo da un'altra posizione la scena dei vicini che vanno a cercare Evie, si vede Kevin che rimane nascosto dietro una roccia, mentre assiste alla scena, con la presenza di fianco a lui di Patti.
- Durata: 57 minuti
- Guest star: Scott Glenn (Kevin Garvey Sr.), Steven Williams (Virgil), Jasmin Savoy Brown (Evangeline "Evie" Murphy), Brad Greenquist (Agente di adozione), Charlayne Woodard (Lois Makepeace), Roger Narayan (Bhagat).
- Ascolti USA: telespettatori 552 000[3]

## Rivelazioni
- Titolo originale: Off Ramp
- Diretto da: Carl Franklin
- Scritto da: Damon Lindelof e Patrick Somerville

### Trama
Laurie e il figlio Tom hanno cambiato esistenza; ora Laurie è una feroce avversaria dei Colpevoli Sopravvissuti, la setta di cui faceva parte fino a poco tempo prima. La donna, che sta scrivendo un libro sulla propria esperienza, si occupa di convincere e reintegrare tutti coloro che la setta ha preso con sé ma che hanno forti dubbi e sono ancora legati alle rispettive famiglie da cui sono fuggiti.
Tom, infiltrato nella setta, si occupa del loro reclutamento, anche se col tempo comincia egli stesso ad avere forti dubbi, quasi convincendosi che i Colpevoli siano a conoscenza di verità nascoste e offrano davvero una forma efficace di espiazione. La madre lo convince del contrario, affermando che sono solo dei folli invasati. Le cose precipitano quando Tom viene scoperto e portato in un furgone legato; qui fa la conoscenza di Meg, che lo costringe ad un rapporto sessuale mentre lui è incatenato. Inoltre Susan, una delle donne che Laurie ha faticosamente reintegrato, si suicida assieme alla famiglia guidando contromano verso un tir.
Laurie lo viene a sapere mentre è nella sala d'attesa di un editore molto interessato alla pubblicazione del suo libro; la donna, provata dall'accaduto, mostra tutta la sua fragilità durante il colloquio e dà in escandescenze, saltando letteralmente addosso al malcapitato editore che le aveva dato dei consigli sui contenuti del libro.
Tom va a prenderla all'uscita della prigione e i due decidono che devono dare una tangibile speranza e un'alternativa alle persone che fuggono dai Colpevoli; dinnanzi al gruppo di persone, Tom racconta così la sua esperienza con Santo Wayne, dichiarando di essere diventato anche lui, come il suo mentore, un guaritore.
- Durata: 57 minuti
- Guest star: Paterson Joseph (Wayne Gilchrest), Heather Kafka (Susan), Mark Harelik (Peter), Alon Moni Aboutboul (Viktor).
- Ascolti USA: telespettatori 777 000[4]

## Nessun miracolo a Miracle
- Titolo originale: Orange Sticker
- Diretto da: Tom Shankland
- Scritto da: Damon Lindelof e Tom Spezialy

### Trama
La notte del terremoto, Kevin spiega a Nora che si è svegliato sul fondo del lago ma non ricorda come ci sia arrivato. Concordano che Kevin debba rimanere in silenzio riguardo alla sua vicinanza alle ragazze. Si unisce alla squadra di ricerca, con il secondo fine di trovare il suo telefono scomparso. Alla fine viene trovata un’impronta di mano sulla macchina delle ragazze, che Kevin riconosce come la sua. John sfoga il suo dolore per la scomparsa di Evie su Isaac. Con una mazza da baseball, cerca di uccidere Isaac, che spara a John per legittima difesa. Erika ricuce John e confessa a Kevin che John non era un uomo violento prima della Dipartita. A differenza di John, lei pensa che Miracle sia speciale. Nora visita Matt per avere rassicurazioni che Miracle sia al sicuro dalla Dipartita, portando Matt a raccontare che la sua fede in Miracle è iniziata la notte in cui lui e Mary sono arrivati per la prima volta, quando Mary si è temporaneamente svegliata dal coma. Patti dice a Kevin che ha cercato di suicidarsi quella notte. Nora insiste per ammanettarsi a Kevin mentre dormono.
- Durata: 56 minuti
- Guest star: Darius McCrary (Isaac Rayney), Steven Williams (Virgil).
- Ascolti USA: telespettatori 519 000[5]

## Non c'è posto nella locanda
- Titolo originale: No Room at the Inn
- Diretto da: Nicole Kassell
- Scritto da: Damon Lindelof e Jacqueline Hoyt

### Trama
Jarden: ogni giorno il reverendo Matt accudisce amorevolmente la moglie Mary, ripetendo le stesse azioni del giorno in cui, a suo dire, la donna si era risvegliata dal suo stato vegetativo. Ma tutto si rivela inutile: esce così dalla città per portarla a fare una TAC e appurare se ci sono dei miglioramenti; nella clinica viene a sapere, con sua enorme sorpresa, che Mary è incinta. Felicissimo, Matt è convinto sia tutto merito del luogo miracoloso; velocemente si appresta a tornare a Jarden ma per la strada si ferma ad aiutare uno sconosciuto in panne; l'uomo lo aggredisce e ruba i braccialetti d'ingresso alla città di Matt e Mary. Inizia così un'odissea per Matt, che spinge la carrozzina della moglie per chilometri, fino ad arrivare al campo del Parco di Miracle, dove si sono accalcate migliaia di persone che non hanno il permesso di entrare a Jarden. Dopo essere riuscito faticosamente ad entrare, viene soccorso da Kevin e John Murphy, che deve garantire per la sua permanenza nella cittadina. Ma tra Matt e John nasce un alterco sulla gravidanza di Mary; John è convinto che sia frutto di una violenza dell'uomo e non certo di un evento improbabile e quasi miracoloso, mentre Matt ribadisce la sua versione, ossia di aver fatto l'amore con la donna nelle poche ore in cui lei era rimasta cosciente. John però non gli crede e nega loro il permesso di rientrare. Matt è disperato perché convinto che fuori dal perimetro di Jarden la moglie possa perdere il bambino, ma non si perde d'animo e cerca di rientrare in tutti i modi. Ma è solo grazie all'intervento di Nora e Kevin che lo vengono a cercare che Matt e Mary rientrano a Jarden, nascosti nel bagagliaio dell'auto. Si fermano quando trovano un incidente con il cadavere dell'uomo che aveva rubato i braccialetti; di fronte alla scena dell'incidente, Matt decide di non rientrare in città. Affida la moglie a Nora e si reca al Parco di Miracle, dove prende il posto di un penitente che veniva umiliato dalla folla. Prima di uscire, affronta però John, ribadendogli a muso duro la sua versione sulla gravidanza di Mary e avvisandolo che tornerà quando la moglie si sveglierà dal coma.
- Durata: 56 minuti
- Guest star: Sam Littlefield (Almer), Brett Butler (Sandy).
- Ascolti USA: telespettatori 625 000[6]

## Fuggire o sparire
- Titolo originale: Lens
- Diretto da: Craig Zobel
- Scritto da: Damon Lindelof e Tom Perrotta

### Trama
Il dottor Cuarto, un eccentrico scienziato, arriva a Jarden attirato dalla notizia della scomparsa delle tre ragazze; si presenta prima dai Murphy facendo strane rilevazioni di dati, quindi va a casa di Nora, insinuando che la colpa della sparizione di Evie possa essere della donna, da poco trasferitasi in città.
Nora lo caccia in malo modo.
Dai Murphy si presenta anche George Brevity, un impiegato dei DID (Dipartimento Improvvise Dipartite) che sta seguendo i nuovi casi di sparizione; Erika, non credendo che sua figlia Evie possa essere una "nuova dipartita", non accetta d'incontrare l'uomo.
Nora, ancora provata dall'incontro con Cuarto, è invece incuriosita dal nuovo questionario redatto dal DID; incontra George in una tavola calda, ma l'uomo si rifiuta di farglielo leggere. Nora apprende però da George che alcuni scienziati hanno ipotizzato una cosiddetta "teoria delle lenti", in base alla quale alcune persone, irradiando qualcosa di misterioso, sembrano essere la causa delle sparizioni di chi sta loro vicino.
Turbata dalle recenti scoperte, Nora riceve numerose telefonate da una collega di Cuarto e apprende così che gli scienziati pensano che lei sia una "lente". Quando ne chiede il perché, la scienziata afferma che Nora è probabilmente posseduta dal demone Azrael: Nora le sbatte il telefono in faccia. Erika ha un duro scontro con un familiare, il misterioso Virgil che vive accampato fuori città; in seguito Nora decide di rubare il questionario a George, durante una raccolta fondi per continuare le ricerche delle ragazze.
Si presenta quindi da Erika per leggerle il questionario; si apprende che molti degli avvenimenti accaduti agli animali sono superstizioni legate alla presunta natura magica di Jarden e che Erika voleva lasciare il marito poco prima della scomparsa di Evie. La lettura del questionario si trasforma ben presto in una discussione dai toni accesi che scende sul piano personale quando Erika chiede a Nora dei suoi figli dipartiti. Quando torna a casa, Nora trova Kevin che le dice che è oramai sull'orlo della pazzia.
- Durata: 58 minuti
- Guest star: Jasmin Savoy Brown (Evangeline "Evie" Murphy), Steven Williams (Virgil), Dominic Burgess (Dr. Goodheart), Joel Murray (George Brevity), Sonya Walger (Dr. Allison Herbert)[7].
- Ascolti USA: telespettatori 636 000[8]

## Un avversario molto potente
- Titolo originale: A Most Powerful Adversary
- Diretto da: Mimi Leder
- Scritto da: Damon Lindelof e Patrick Somerville

### Trama
Dopo aver confessato a Nora le sue visioni, Kevin si sveglia ammanettato al letto; in una lettera Nora gli comunica di essersene andata e di non cercarla più.
Dopo che Jill lo ha liberato, mostrando tutto il suo disappunto, Kevin girovaga per Jarden, finché incontra Michael che lo convince ad andare dall'anziano Virgil, uomo dai poteri misteriosi che vive fuori città.
Virgil, pur non vedendo Patti, è a conoscenza dei problemi di Kevin in quanto l'ex poliziotto era già stato lì la notte del loro arrivo a Jarden (la stessa in cui è scomparsa Evie), raccontandogli tutto e sperando che l'anziano lo liberasse dalla presenza della donna.
Virgil gli racconta di nuovo la soluzione proposta: deve affrontare ed uccidere Patti nella sua dimensione, ossia "nell'altro mondo" dove dimora Patti. Per farlo deve quindi morire: per questo motivo aveva cercato di uccidersi annegando, ma il terremoto aveva prosciugato il fiume; un segno, secondo Virgil, che qualcuno veglia su di lui oppure che di fronte a lui ha un avversario molto potente.

Durante la conversazione, si scopre che Virgil è il padre di John Murphy e che aveva abusato di lui da piccolo, motivo per cui John, una volta cresciuto, gli aveva sparato e lo aveva quasi ucciso, finendo poi in galera. Virgil spiega che le sue azioni erano state causate a sua volta dal suo "avversario", che aveva affrontato e sconfitto nel momento in cui era tra la vita e la morte: si offre così di aiutare Kevin per il trapasso, riportandolo subito dopo in vita. Kevin lascia la casa, pensando siano farneticazioni; una volta in auto, riceve la chiamata dalle forze dell'ordine, che gli comunicano che la sua ex moglie Laurie lo sta cercando. Dopo uno scontro verbale iniziale, Kevin confessa anche a Laurie (che un tempo era psicologa) le sue visioni: Laurie gli dà una spiegazione scientifica, associandola anche ai problemi psichici del padre, e gli dice che deve assolutamente curarsi. Quando Nora lo chiama, Kevin si precipita da Virgil, proprio quando Jill rientra a casa e trova Laurie. Una volta giunto dal presunto guaritore, Kevin, combattuto e confuso, beve il veleno che Virgil gli dà e inizia la sua agonia: Virgil, invece di iniettargli l'antidoto e risvegliarlo, si spara un colpo in bocca. Michael entra nell'abitazione e trascina fuori il corpo di Kevin.
- Durata: 58 minuti
- Guest star: Steven Williams (Virgil).
- Ascolti USA: telespettatori 610 000[9]

## Assassino internazionale
- Titolo originale: International Assassin
- Diretto da: Craig Zobel
- Scritto da: Damon Lindelof e Nick Cuse

### Trama
Kevin si risveglia in una vasca da bagno colma d'acqua, all'interno di una stanza d'albergo. Preso un asciugamani, si dirige verso l'armadio e vi trova scritto sull'anta "Capisci prima chi sei, e poi adornati di conseguenza"; lo apre e trova una tonaca da prete/pastore, un completo bianco (come quelli indossati dai Colpevoli Sopravvissuti), una divisa da poliziotto ed uno smoking nero. Sceglie il completo nero e una volta indossato sente bussare alla porta; un fattorino gli recapita dei fiori e subito dopo lo aggredisce, ma dopo una violenta colluttazione Kevin lo uccide. Ancora confuso, scende alla reception per chiedere chi fosse il mittente dei fiori e viene indirizzato verso la concierge, dove trova Virgil. Kevin inizia a cercare delle risposte, perché non capisce come abbia fatto a trovarsi in quell'albergo, dato che ricorda solo di aver bevuto l'intruglio che l'uomo gli aveva preparato, e Virgil gli dà appuntamento poco dopo nel garage. Nel frattempo, Kevin vede una bambina riversa nella piscina dell'hotel e si precipita a soccorrerla; la tira fuori e poco dopo arriva un uomo che la sgrida per il fatto di non saper nuotare e la porta via con sé. Kevin incontra Virgil, il quale gli affida un compito: uccidere Patti Levin. Patti è in lizza per la presidenza e vuole incontrarlo perché egli ha donato una grossa somma alla sua campagna. Virgil gli dice che lui è un "assassino internazionale", e che questo è chiaramente dimostrato dall'abito che ha scelto; dopodiché, gli spiega cosa fare e dove trovare l'arma per uccidere Patti (nel wc della suite) e si raccomanda di non bere l'acqua. Torna in camera e qui ha un contatto con suo padre, il quale gli dice di "portarla al pozzo". Lui non capisce cosa voglia dire, ma purtroppo la comunicazione tra i due si interrompe. Kevin allora viene preso dagli uomini di Patti e viene sottoposto ad una specie di macchina della verità; poi, poco dopo, viene ricevuto nella suite della Levin. Qui, chiede di andare in bagno per poter recuperare l'arma ma incontra il Santo Wayne, che qui è una guardia del corpo, seduto sul wc (proprio come nel finale della stagione precedente) e non può prendere la pistola. Patti arriva e i due hanno un dialogo e Kevin afferma di aver capito il ruolo di Patti (e dei CS in generale) affermando che "vogliono distruggere le famiglie", proprio come lei voleva distruggere il suo matrimonio con il marito Neil. Kevin va in bagno, prende la pistola, esce e spara prima a Wayne e Gladys e poi, al turno della Levin, lei dice di essere solo una sosia ingaggiata su internet per impersonare la vera Patti. Lui le spara ugualmente. Tornando verso la sua camera, Kevin incontra di nuovo l'uomo che aveva portato via la bambina; lei lo ha chiuso fuori dalla camera. Dopo un dialogo, Kevin capisce che quell'uomo è proprio Neil e che la bimba non è sua figlia, bensì Patti (da bambina). Uccide Neil e prende con sé la piccola Patti e scende alla concierge da Virgil per sapere cosa fare ma, quando gli parla, nota che l'uomo ha dimenticato tutto e capisce che deve aver bevuto l'acqua. Allora gli domanda informazioni su un pozzo (ricordando cosa gli aveva detto suo padre) e Virgil gli dice che il più vicino si trova a Jarden e gli dà le indicazioni per raggiungerlo. La piccola Patti ha capito che lui vuole gettarla nel pozzo, ma non si rifiuta di seguirlo. I due si mettono in auto e raggiungono il ponte di Miracle; da qui devono proseguire a piedi e dopo circa 2 km di cammino arrivano al pozzo. Kevin appoggia la bimba sul bordo e, dopo un breve dialogo, la butta giù; si sente male per ciò che ha fatto ma poi all'improvviso sente una voce che dal pozzo chiede aiuto: è Patti (ora di nuovo adulta e vestita da CS). Kevin si precipita giù nel pozzo e, dopo aver ascoltato le parole della donna, le mette la testa sotto l'acqua e la uccide. Ora Patti è definitivamente morta e Kevin può terminare il suo viaggio tra la vita e la morte "risorgendo": riemerge dalla terra dove era stato seppellito sotto lo sguardo sbigottito del giovane Michael.
- Durata: 63 minuti
- Guest star: Scott Glenn (Kevin Garvey Sr.), Paterson Joseph (Wayne Gilchrest), Marceline Hugot (Gladys), Steven Williams (Virgil), Bill Camp (David Burton), Gary Basaraba (Neil).
- Ascolti USA: telespettatori 696 000[10]

## Tredici ottobre
- Titolo originale: Ten Thirteen
- Diretto da: Keith Gordon
- Scritto da: Damon Lindelof e Monica Beletsky

### Trama
È il 13 ottobre 2011, il giorno prima della dipartita. Meg è al ristorante con sua madre; le due battibeccano e Meg va in bagno a sniffare della cocaina. Al suo ritorno, trova la madre riversa a terra ed una donna che cerca di praticarle il massaggio cardiaco, ma inutilmente in quanto la donna è morta. Due anni dopo, Meg e il suo fidanzato fanno visita al parco di Miracle e a Jarden e si scopre che la donna era andata fin lì per incontrare il sensitivo Isaac, al fine di sapere cosa sua madre voleva dirle prima di morire. Inizialmente la donna crede che il sensitivo sia un ciarlatano, ma Isaac trova subito il modo di dimostrarle il contrario. Meg lascia la casa di Isaac e, prima di riprendere il pullman per lasciare la cittadina, si siede su una panchina e comincia a piangere. A notarla è Evie, che le si avvicina e le offre una carota per tirarla su di morale ma senza risultato; ognuna percepisce il dolore dell'altra. Ora siamo nel presente: Meg fa fermare uno scuolabus pieno di bambini, sale a bordo e, prima si sbarrare l'uscita, getta a terra una bomba a mano (non innescata in realtà) per spaventare i bambini. Per questo suo gesto Meg viene richiamata dai suoi "superiori" dei Colpevoli Sopravvissuti che cercano di rimetterla in riga e poi la avvertono di ciò che sta facendo Tom e del suo modo di "allontanare il dolore" della gente. Meg decide quindi di andare ad uno degli incontri di Tom e gli dice che lei, a differenza sua, saprebbe davvero allontanare le pene di qualcuno. Successivamente, Tom litiga con sua madre e decide di cercare Meg per chiederle di estirpare il suo dolore; alla fine, entrambi partono per Jarden. Una volta arrivati ad un rifugio, si scopre che Meg ha messo insieme una sorta di setta tutta sua, solo che le persone non sono vestite di bianco. Tom resta al rifugio, mentre Meg guida fino a Miracle e qui incontra Matt Jamison nell'accampamento prima del ponte. I due hanno un diverbio ed alla fine Meg afferma che secondo lei Matt stava aspettando proprio il suo arrivo per poter rientrare a Jarden, perché era ad un passo dal ponte ma non aveva mai provato a far nulla per tentare di rientrare. Intanto, al rifugio, Tom si sveglia in piena notte e decide di entrare in un magazzino dal quale aveva visto uscire Meg quel pomeriggio. All'interno vi è una roulotte. Tom la apre ed al suo interno trova Evie e le sue due amiche "scomparse", tutte e tre vestite di bianco.
- Durata: 55 minuti
- Guest star: Jasmin Savoy Brown (Evangeline "Evie" Murphy), Darius McCrary (Isaac Rayney), Betty Buckley (Jane), Bill Heck (Darren), Adina Porter (Leader dei Colpevoli Sopravvissuti).
- Ascolti USA: telespettatori 861 000[11]

## Sulla via di casa
- Titolo originale: I Live Here Now
- Diretto da: Mimi Leder
- Scritto da: Damon Lindelof e Tom Perrotta

### Trama
È il 14 ottobre, quarto anniversario dell'Improvvisa Dipartita. Svegliatosi dopo l'esperienza ultraterrena, Kevin viene trovato e soccorso da Michael. L'uomo apprende dal ragazzo di essere rimasto morto per ben otto ore e gli dice che, grazie a questa esperienza, ricorda di aver visto Evie scomparire volontariamente la notte in cui ha tentato di suicidarsi. I due si recano dunque da John Murphy per raccontargli tutta la verità, ma l'uomo ha appena scoperto che l'impronta della mano trovata sull'auto appartiene a Kevin. Quest'ultimo viene dunque arrestato e condotto al canile, dove resta solo con John. Quest'ultimo inizia ad interrogarlo e quando Kevin gli dice che Evie è ancora viva, ma che non sa dove sia, John gli spara a morte. Nel frattempo, mentre Nora accudisce Mary, una scossa di terremoto interrompe la tranquillità di Jarden e la moglie di Matt si risveglia improvvisamente dal suo stato vegetativo. Nora la porta subito da Matt, che si trova ancora nell'accampamento fuori Jarden. Pieno di gioia, Matt vuole che Nora la riporti subito all'interno della cittadina, ma Meg nel frattempo mette in atto il suo piano: supera il posto di blocco, dichiarando agli agenti di avere con sé chili di esplosivo al plastico e posiziona il camper a metà del ponte che collega Jarden con il posto di blocco. Dal camper escono Evie e le due amiche, mostrando un cartello in cui si avverte la popolazione che rimane loro un'ora di tempo. I cittadini di Jarden, molti dei quali sono riuniti in chiesa per l'anniversario dell'Improvvisa Dipartita, vengono colti dal panico: Erika si precipita dalla figlia che è ancora a metà del ponte, implorandola di tornare in sé. Evie è però irremovibile: allo scoccare dell'ora, Erika entra nel furgone, che però non contiene alcuna bomba. Tra gli accampati, molti iniziano a tirare fuori le loro divise bianche da Colpevoli Sopravvissuti ed indossarle, entrando con la forza a Jarden; tra questi vi è anche Tom, che aiuta Nora a proteggere la piccola Lily.

Nel frattempo, Kevin si risveglia nell'aldilà e questa volta sceglie di vestirsi da poliziotto. Successivamente, viene chiamato nella hall dell'albergo, dove trova al bar lo stesso misterioso individuo che aveva trovato sul ponte. Questi gli dice che se vuole tornare in vita deve cantare una canzone al karaoke: Kevin, all'inizio titubante, si lascia convincere e canta. Si risveglia così nel canile, in piena notte; Jarden è stata messa a ferro e fuoco. Dopo aver incrociato Meg e i Colpevoli, l'uomo si precipita a medicarsi al pronto soccorso, dove trova un esterrefatto John, che lo credeva morto. I due tornano alle loro case e, prima di entrare in casa, Kevin assiste all'ennesima scossa di terremoto. Aperta la porta, Kevin trova Jill, Laurie, Matt, Mary, Tom, Lily e Nora ad aspettarlo.
- Durata: 72 minuti
- Guest star: Bill Camp (David Burton), Jasmin Savoy Brown (Evangeline "Evie" Murphy).
- Ascolti USA: telespettatori 993 000[12]